# Crogga
La Crogga est une rivière de l'île de Man. Elle prend sa source au mont Murray à la limite de trois paroisses (Santon, Marown et Braddan) et se jette dans le lac de Murray. À sa sortie du lac, elle traverse le bourg de Newton et serpente dans le glen de Crogga, où elle reçoit les eaux de la Middle. Enfin, elle se jette dans la mer d'Irlande à Port Soderick.
La Crogga est riche en phosphates en raison des déversements d'eaux usées et de type industriel. La Silverburn est dans le même cas, ce qui fait de ces deux rivières les cours d'eau mannois dont la qualité de l'eau est la plus médiocre.